# اورستال
اورستال (به آلمانی: Auersthal) یک منطقهٔ مسکونی در اتریش است که در ناحیه گنزرندورف واقع شده‌است. اورستال ۱٬۹۲۴ نفر جمعیت دارد.